# 58 Concordia
För andra betydelser, se Concordia (olika betydelser).
58 Concordia eller 1928 XE är en asteroid upptäckt 24 mars 1860 av den tyske astronomen R. Luther i Düsseldorf. Asteroiden har fått sitt namn efter gudinnan Concordia inom romersk mytologi.